# Centre d'essais du matériel aérien
Pour les articles homonymes, voir CEMA.
Le Centre d’essais du matériel aérien (CEMA) est une unité militaire aérienne française, active de 1936 à 1940 sur la base aérienne 107 Villacoublay.

## Historique
{{..}}